# Viện Nghiên cứu Truyền thông Trung Đông
Viện Nghiên cứu Truyền thông Trung Đông (tiếng Anh: Middle East Media Research Institute, gọi tắt là MEMRI) là một tổ chức phi lợi nhuận chuyên về phân tích và giám sát báo chí do cựu sĩ quan tình báo quân đội Israel, Yigal Carmon và nhà khoa học chính trị người Mỹ gốc Israel Meyrav Wurmser đồng sáng lập. Trụ sở chính của nó đặt tại Washington DC, Hoa Kỳ. MEMRI xuất bản và phân phối các bản dịch tiếng Anh miễn phí của các báo cáo truyền thông vốn được xuất bản bằng tiếng Ả Rập, Ba Tư, Urdu, Pashto và Thổ Nhĩ Kỳ.
MEMRI tuyên bố rằng mục tiêu của họ là "thu hẹp khoảng cách ngôn ngữ giữa Trung Đông và phương Tây".
Những người ủng hộ cho rằng MEMRI đã giúp khai sáng thế giới bên ngoài về những thông tin chưa được biết đến về Trung Đông. Tuy nhiên, các nhà phê bình mô tả MEMRI là một nhóm vận động ủng hộ Israel mạnh mẽ, mặc dù tự mô tả mình là "độc lập" và "không đảng phái", nhằm mục đích khắc họa thế giới Ả Rập và Hồi giáo dưới góc độ tiêu cực thông qua sản xuất và phổ biến các bản dịch không đầy đủ hoặc không chính xác và bằng cách dịch có chọn lọc quan điểm của những người cực đoan trong khi coi thường hoặc phớt lờ các ý kiến chính thống.